# Ashland (Kentucky)
Ashland is een plaats (city) in de Amerikaanse staat Kentucky, en valt bestuurlijk gezien onder Boyd County.

## Demografie
Bij de volkstelling in 2000 werd het aantal inwoners vastgesteld op 21.981.
In 2006 is het aantal inwoners door het United States Census Bureau geschat op 21.570, een daling van 411 (-1,9%).

## Geografie
Volgens het United States Census Bureau beslaat de plaats een oppervlakte van
31,6 km², waarvan 28,7 km² land en 2,9 km² water. Ashland ligt op ongeveer 220 m boven zeeniveau.

## Geboren in Ashland
- Naomi Judd (1946-2022), countryzangeres (The Judds)
- Wynonna Judd (30 mei 1964), countryzangeres

## Plaatsen in de nabije omgeving
De onderstaande figuur toont nabijgelegen plaatsen in een straal van 8 km rond Ashland.